# Ocland
Ocland (węg. Oklánd) – wieś w Rumunii, w okręgu Harghita, w gminie Ocland. W 2011 roku liczyła 461 mieszkańców.